# Vawkavyskaye Uzvyshsha
Vawkavyskaye Uzvyshsha är kullar i Belarus.   De ligger i voblasten Hrodna voblast, i den västra delen av landet, 230 km väster om huvudstaden Minsk.
Omgivningarna runt Vawkavyskaye Uzvyshsha är en mosaik av jordbruksmark och naturlig växtlighet. Runt Vawkavyskaye Uzvyshsha är det ganska tätbefolkat, med 75 invånare per kvadratkilometer.